# 913 Otila
Otila è un asteroide della fascia principale. Scoperto nel 1919, presenta un'orbita caratterizzata da un semiasse maggiore pari a 2,1978142 UA e da un'eccentricità di 0,1703849, inclinata di 5,80351° rispetto all'eclittica.
Stanti i suoi parametri orbitali, è considerato un membro della famiglia Flora di asteroidi.
Karl Reinmuth scoprì così tanti asteroidi che ebbe difficoltà ad assegnare a tutti un nome appropriato. Il nome per questo asteroide è stato scelto a caso dal popolare calendario Lahrer Hinkender Bote, pubblicato nella città di Lahr/Schwarzwald, in Germania.